# Čapaev s nami
Čapaev s nami (Чапаев с нами) è un film del 1941 diretto da Vladimir Michajlovič Petrov.